# Dropout
Dropout v odborné terminologii označuje předčasný odchod ze studia. Jinými slovy znamená odchod studenta ze školy před jejím dokončením. Téměř výhradně se pak týká středního vzdělávání, ale lze se s ním setkat i na úrovni vysokého školství. Většina autorů se shoduje, že dropout je následkem dlouhodobého procesu, který může sahat daleko do minulosti studenta.

## Faktory dropoutu
Pro zkoumání příčin dropoutu a jeho popis, zavedli autoři Jordan et al. a Watt a Roessingh tři faktory, které způsobují dropout.

### Push faktory
Z pohledu push faktorů dochází k vyloučení studenta ze školy ve chvíli, kdy dlouhodobě není schopen dostát školním povinnostem. Typicky se jedná o nevyhovující prospěch (propadá), vysokou absenci (chodí za školu), hrubé porušení pravidel chování nebo kombinaci těchto problémů. Nejedná se o studentovo rozhodnutí zanechat studia, nýbrž o rozhodnutí školy studenta vyloučit.

### Pull faktory
V tomto případě leží rozhodnutí zanechat studia na straně studenta. K rozhodnutí je hnán faktory, které nesouvisí s děním ve škole, ale mimo ni. Takovými faktory mohou být např. finanční problémy, nutnost starat se o nemocného člena rodiny, těhotenství nebo odchod do zaměstnání. Motivace školu dokončit je přebita silnější motivací, která její dokončení znemožňuje.

### Falling out faktory
I v případě falling out faktorů je to student, který se rozhodne školu opustit, avšak na rozdíl od pull faktorů student zcela ztrácí motivaci školu dokončit. Neopouští ji ani kvůli neplnění školních povinností, ani kvůli vnějším faktorům popsaným výše. U studenta dojde k rozčarování vůči škole a vzdělání, stane se apatickým a škola a vzdělání pro něj zcela ztratí hodnotu. K tomu může dojít pokud dlouhodobě vnímá svůj prospěch jako nedostatečný nebo pokud se mu nedostává dostatek podpory, ať už ze strany školy, rodiny nebo přátel.

## Odpoutávání se podle Finna
Finn rozlišil dva modely odpoutávání se od školy a školního vzdělávání. Popsal dva modely, které na dropout nahlížejí jako na dlouhodobý proces, který může začít dlouho před samotným odchodem ze školy.

### Frustrační model
Starší z obou modelů popisuje stav, kdy školní neúspěšnost studenta vede k nízkému sebevědomí a to k delikventnímu chování. V kombinaci s negativním působením vrstevníků a nedostatečné podpory ze strany školy (frustrace) vzniká cyklus, který nakonec vyústí odchodem studenta, nebo jeho vyloučením ze školy.

### Participativně identifikační model
Novější model nahlíží na předčasný odchod z pohledu účasti na školních aktivitách. Aktivitami se myslí jednak povinnosti vyplývající ze školní docházky, ale i aktivity nad její rámec. Model potom říká, že student, který je málo aktivní (participace) ve školní výuce, tak dosahuje nižších výkonů a tím se snižuje jeho přimknutí (identifikace) ke škole. Nižší identifikace dále oslabuje participaci studenta a celá situace se opakuje, dokud nedojde k odchodu studenta, nebo jeho vyloučení.

## Prevence dropoutu
Pro prevenci dropoutu neexistuje jedno správné řešení, které funguje univerzálně. Veškeré programy předcházející dropoutu musí být šité na míru školám, studentům a rodinám, kteří školu navštěvují a zároveň musí aktivně problém dropoutu řešit, namísto aby pouze popisovaly jeho možné příčiny. Náklady na tyto programy jsou minimální v porovnání s náklady, které souvisí s neabsolvováním středoškolského vzdělání.
James M. McPartland definoval čtyři kategorie, které by měl program prevence dropoutu zahrnovat:
- příležitosti k úspěchu ve škole – aby student dosáhl maximální snahy v plnění školních povinností, musí cítit, že v jejich plnění uspět může;
- lidské klima péče a podpory – student potřebuje vnímat dospělé ve škole, že jsou na jeho straně a připraveni mu pomoci v dosahování školních cílů;
- smysl školy pro budoucnost studentů – student musí vztahovat školní práci ke svému životu a budoucím cílům, aby věnoval učení maximální úsilí;
- pomoc s osobními problémy – student musí být prost závažných osobních problémů, pokud má plnit svoji roli studenta a své povinnosti.[6]

Montecelová, Cortezová a Cortez dodávají, že každý program by měl obsahovat způsob, jak zhodnotit, které části programu fungují, pro jaké studenty a za jakých podmínek, aby bylo možné program vylepšovat.

## Dropout pohledem USA a ČR

### Spojené státy americké
S předčasnými odchody studentů ze středních škol a s tím související nezískání středoškolského vzdělání se dlouhá léta potýkají Spojené státy americké. V posledních letech se daří počet předčasných odchodů snižovat. Od roku 2010 do roku 2019 klesl počet dropoutů z 8,3 % na 5,1 %, stále to však znamená 2 miliony studentů, kteří skončili pouze se základním vzděláním. V důsledku toho pobírají asi o čtvrtinu nižší plat, než absolventi středních škol a zároveň stojí americkou ekonomiku přibližně 272 000 dolarů, protože za svůj život odvedou méně na daních nebo se častěji dopouštějí kriminálních aktivit.

### Česká republika
Situace v České republice se v posledních letech zhoršuje. Podle Eurostatu dropout od roku 2011, kdy byl pod 5 % hranicí, až na výjimky vytrvale stoupá a v roce 2020 dosáhl 7,6 %. Český statistický úřad bohužel nesbírá data předčasných odchodů, alespoň nějaká data o dosaženém vzdělání lze získat ze statistik podílu zaměstnanců podle vzdělání. V roce 2020 byl podíl zaměstnanců se základním nebo nedokončeným vzděláním 6,51 %, což je nejvíce za 10 let. Každý občan bez středoškolského vzdělání stojí Českou republiku přibližně 2,5 milionů korun, které za svůj život neodvede do veřejných rozpočtů.